# Федотов, Алексей Сергеевич
Алексей Сергеевич Федотов (9 апреля 1917 — 17 апреля 1945) — командир роты 1176-го стрелкового полка 350-й стрелковой дивизии 13-й армии 1-го Украинского фронта, старший лейтенант. Герой Советского Союза.

## Биография
Родился 9 апреля 1917 года в селе Фокино. Окончил 8 классов. Жил в городе Молотов, работал на заводе имени С. Орджоникидзе.
В мае 1941 года был призван в Красную Армию Орджоникидзевским райвоенкоматом города Молотова и направлен в военное училище. Весной 1942 года окончил Свердловское военное пехотное училище. На фронте с июня того же года. Воевал на Юго-Западном и 1-м Украинском фронтах. В 1944 году вступил в ВКП(б). Командир 5-й стрелковой роты 1176-го стрелкового полка старший лейтенант Федотов отличился в боях за освобождение Западной Украины и Польши летом 1944 года.
18 июля 1944 года со своей ротой форсировал реку Западный Буг в районе местечка Кристинополь. Прикрывая переправу подразделений, рота отразила несколько контратак противника, истребив более 100 противников. 24 июля при форсировании реке Сан лично уничтожил пулемётный расчёт и огнём из трофейного пулемёта прикрывал переправу подразделений. В тот же день в бою за город Лежайск в числе первых ворвался в здание железнодорожной станции, оборудованное в опорный пункт. Гранатами и огнём из автомата уничтожил 9 солдат и 2 офицеров. 29 июля с группой бойцов переправился через реку Висла в районе населённого пункта Лонжак и обеспечил форсирование реки батальоном.
Указом Президиума Верховного Совета СССР от 23 сентября 1944 года за образцовое выполнение заданий командования и проявленные мужество и героизм в боях с немецко-фашистскими захватчиками старшему лейтенанту Федотову Алексею Сергеевичу присвоено звание Героя Советского Союза с вручением ордена Ленина и медали «Золотая Звезда».
16 апреля 1945 года капитан А. С. Федотов получил тяжёлое ранение в грудь, скончался от полученных ран 17 апреля.
Был похоронен на офицерском кладбище в городе Зорау. Позднее перезахоронен на Кутузовском мемориале — воинском кладбище в селе Болеславице, под городом Болеславец, рядом с останками фельдмаршала Кутузова.
Награждён орденами Ленина, Красного Знамени, Отечественной войны 2-й степени, Красной Звезды.